# Investeringsguld
Investeringsguld är guld som köps, innehas och säljs för sitt ekonomiska värde. Detta till skillnad från smyckesguld som används i smycken och industriguld som används i bland annat elektroniska komponenter.

Guldpriset i dollar från 1971 till 2012.

## Guld som råvara
I börsvärlden brukar guld räknas som en råvara och handlas på råvarubörser. Guld används till smycken, elektronik och tandlagningar.
Den viktigaste skillnaden mot andra råvaror är att guld inte förbrukas som till exempel kol och olja. Även andra metaller återvinns, men inte i lika hög grad som guld; 90 % av allt guld som någonsin utvunnits är fortfarande i omlopp. Det gör att tillgången på guld är stabil.

### Tillgång och efterfrågan
År 2004 uppgick mängden utvunnet guld till 153 000 ton. Under samma år var den totala efterfrågan på guld 3 851 ton. Världens samlade guldlager skulle med andra ord räcka för att täcka efterfrågan i nästan 40 år, vilket är oerhört mycket längre än för andra råvaror. Som jämförelse räcker lagren av silver i 260 dygn, råolja i 62 dygn och koppar i 38 dygn.
Enligt traditionell marknadsanalys borde guld därför vara billigt, men det är det inte. Det visar att värdet på guld styrs av andra faktorer än tillgång och efterfrågan.

## Guld som investering

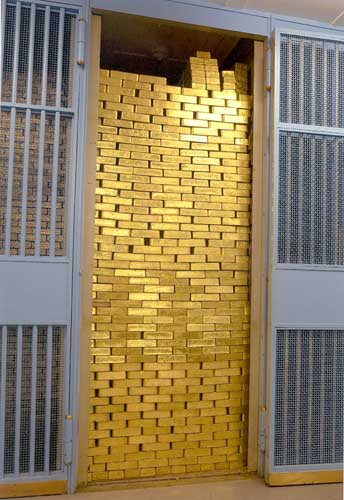
Ett guldvalv hos delstaten New Yorks Federal Reserve i USA.

Guld har många egenskaper som starkt skiljer sig från andra råvaror; egenskaper som gör att guld även är en finansiell tillgång. Ett faktum som gjort att många länders centralbanker har valt att investera i guld som valutareserv. Den största innehavaren av guld är USA:s centralbank som äger 8 133 ton guld vilket utgör 63,8 % av USA:s valutareserv. Guldreserven förvaras i en hårdbevakad byggnad på militärbasen Fort Knox. Norges Bank har valt att gå motsatt väg; 2004 sålde de ut sitt innehav av guld och har idag bara kvar 3,5 ton guld (huvudsakligen sin samling historiska guldmynt) vilket är mindre än 0,1 % av Norges valutareserv.
Priserna på råvarumarknaden är ofta mycket instabila jämfört med aktier, men den pålitliga tillgången på guld och de stora reserverna gör att priset på guld håller sig stabilt. Det gör guld till en realtillgång, som skog eller fastigheter, men den är mycket lättare att omsätta. Realtillgångar har den fördelen att det inte utgör någon annans skuld som aktier, obligationer eller valuta. Det gör att värdet inte påverkas negativt av ekonomiska kriser. Tvärt om brukar guldvärdet stiga i kristider eftersom många investerare då försöker flytta sina tillgångar till säkrare investeringar, vilket ökar efterfrågan på guld.
I Sverige är det ovanligt att investera i råvaror i allmänhet och guld i synnerhet. Till exempel förbjuds första till fjärde AP-fonderna i lag att investera i råvaror. En trolig orsak är att Sverige aldrig har drabbats av hyperinflation likt den som drabbade Tyskland på 1920-talet. I övriga Europa, USA och Japan är guld vanligare som långsiktig investering. Under 1900-talet var innehav och handel med guld hårt reglerat av Riksbanken genom Valutaförordningen och Valutalagen. År 1968 började handeln med guld avregleras, men guld var fortfarande momspliktigt. Först år 2000 blev handel med guld momsbefriat. Guld räknas numera som en ”statslös valuta” med valutakod XAU.

### Fördelar
- Guld är en realtillgång och därmed okänsligt för inflation.
- Värdet på guld brukar stiga i kristider där värdet på andra investeringar går ner.

### Nackdelar
- Guld ger generellt sett låg avkastning.

## Guld som inflationsförsäkring
Ofta brukar obligationer och andra räntebärande papper vara den huvudsakliga lågriskinvesteringen för många. Eftersom det är en investering i någon annans skuld finns alltid risken att banken eller nationen som utfärdat pappren går i konkurs varvid de blir värdelösa. Vidare är obligationer utfärdade i en viss valuta. Om valutan drabbas av inflation eller devalvering sjunker realvärdet på obligationerna. Guld är däremot en realtillgång och är därför okänslig för inflation.

## Guld som hedge
Det faktum att guldpriset tenderar att stiga i dåliga tider gör guld attraktivt som hedge i en fond eller portfölj. Genom att låta en mindre del av investeringarna utgöras av guld (cirka 10 %) får man ett skydd för värdet på portföljen även om aktiemarknaden skulle rasa eller om värdet på obligationer skulle ätas upp av inflation. Då stiger värdet på andelen guld i portföljen som, när krisen är över, kan säljas med vinst och återinvesteras i då relativt billiga aktier.

## De vanligaste sätten att investera i guld

### Fysiskt guld

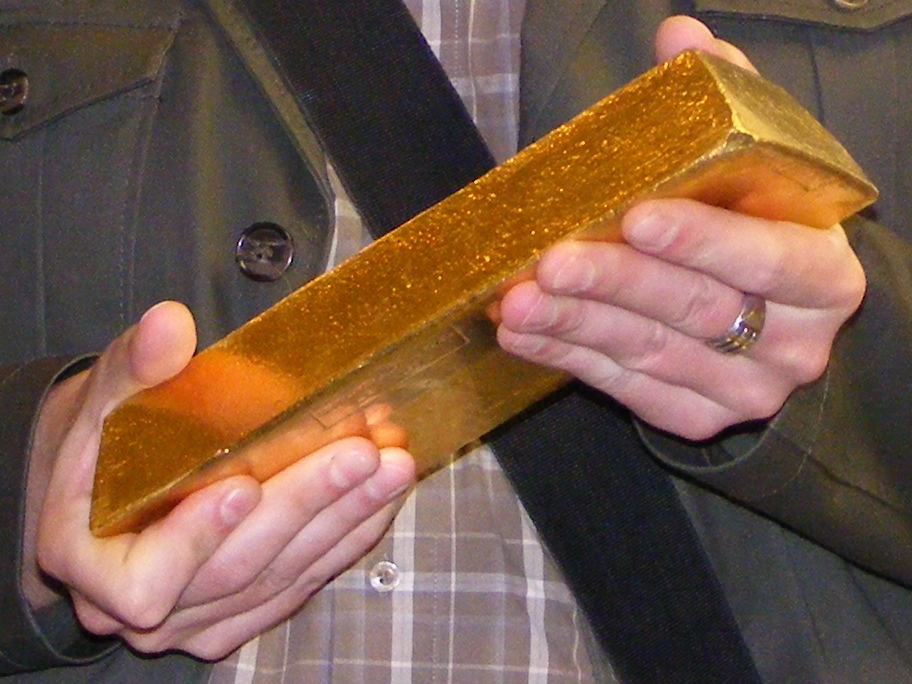
En guldtacka på 402 ounce (12,5 kg).

Den form av guld som man vanligen tänker på är fysiskt guld i form av guldtackor och guldmynt. I Sverige säljs guldtackor i olika storlekar av Boliden AB men även utländska guldtackor från tyska Heraeus,  schweiziska PAMP och Credit Suisse är vanliga. Stora tackor är gjutna medan mindre tackor ofta är präglade.
Guldmynt finns i två former: Historiska mynt utgivna av olika länders riksbanker under guldmyntfot. Dessa är präglade med ett valutavärde som idag vida understiger deras metallvärde. Ofta värderas de ännu högre på grund av samlarvärdet. Exempel på historiska mynt är svenska 10- och 20-kronor från början av 1900-talet.
Mynt som saknar valutavärde och bara bygger på metallvärdet kallas bullionmynt. De är i stort sett runda guldtackor som innehåller ett troy ounce (31,1025 gram) guld. En del mynt, som kanadensiska Maple Leaf och australiensiska Nugget är i 24 karat (99,99 % rent guld) medan sydafrikanska Krugerrand och amerikanska Gold Eagle är i 22 karat (91,6 % rent guld). Dessa är något större och tyngre eftersom även de ska innehålla exakt ett troy ounce rent guld. Fördelen är att de är hårdare och kan hanteras som vanliga mynt.
Ibland räknas även medaljer i guld som guldmynt, i synnerhet välkända medaljer präglade av pålitliga utgivare eftersom dess vikt och guldhalt är pålitligt. Ett exempel är den svenska medaljen Nit och redlighet.

### Warranter
En warrant är en option i värdepappersform. Warranter emitteras av banker eller fondkommissioner som i förväg förbinder sig att köpa eller sälja guld till ett fast pris. Warranter har ofta en lång löptid.

### Guldaktier
Guldaktier kallas aktier i företag som utvinner guld, till exempel det svenska företaget Boliden AB. Eftersom ett gruvföretags kostnad för att utvinna guld är fast kommer även en liten ökning av guldpriset att ge stort genomslag i gruvföretagets vinst.
Inte att förväxla med guldkantade aktier som är en beteckning på vanliga aktier med hög utdelning.

### Börshandlade fonder (ETF)
Ytterligare ett alternativ är att investera i guld genom att köpa börshandlade fonder eller ETF (Exchange traded fund). Dessa fonder är kopplade till guldpriset och värdet av fonden är uppbackat av fysiskt guld. Med detta alternativ investerar man direkt i guldpriset istället för ett bolag eller flera bolag arbetar inom gruvverksamhet för utvinning av guld. Med en ETF får man därmed en investering med direkt koppling till den faktiska guldkursen. Utveckling hos guldfonder och guldbolag påverkas av många olika marknadsfaktorer hur bolaget drivs. Därför är en guld ETF ett bra alternativ för att få en ren exponering mot guld som råvara.